# Nachal Sechvi
Nachal Sechvi (hebrejsky: נחל שכוי, doslova Kohoutí vádí, arabsky: Vádí al-Džadž) je vádí v Horní Galileji, v severním Izraeli.
Začíná v lesním komplexu Les Birija severně od hory Har Birija a od města Safed. Směřuje pak k jihozápadu částečně zalesněnou krajinou, míjí lokalitu Ejn Zejtim a zařezává se do okolního terénu, přičemž se stáčí k jihu. Podchází dálnici číslo 89. Zleva pak přijímá vádí Nachal Birija a stáčí se k západu. V dolním úseku se prudce svažuje do kaňonu Nachal Amud, do kterého ústí zleva. Vádí je turisticky využívané.